# Sulzbach (Hesse)
Sulzbach é um município da Alemanha, situado no distrito de Main-Taunus, no estado de Hesse. Tem 7,85 km² de área, e sua população em 2019 foi estimada em 9.027 habitantes.